# Ich bleibe wer ich bin
Ich bleibe wer ich bin ist das erste Studioalbum des deutschen Sängers Zlatko, eines Teilnehmers der ersten Staffel von Big Brother. Es wurde im Jahre 2000 veröffentlicht.

## Hintergrund
Trpkovski erlangte während seiner Zeit bei Big Brother die besondere Aufmerksamkeit des Publikums. Die erste Single Ich vermiss’ Dich (wie die Hölle), bereits 18 Stunden nach dem von Tausenden Zuschauern live vor Ort verfolgten Auszug aus dem Big-Brother-Haus aufgenommen, schaffte es im Mai 2000 sofort auf Platz eins in Deutschland, ebenso die Single Großer Bruder mit Jürgen Milski. Mit letzterem verband ihn während der Fernsehshow eine Freundschaft, die er allerdings 2019 als „Fake“ bezeichnete. Anfang Juli 2000 erschien dann auch das Album, das mit den Produzenten Bob Arnz und Christoph Siemons aufgenommen wurde.

## Titelliste
| #  | Titel                                | Autor(en)                                                                       | Produzent(en)               | Länge |
| -- | ------------------------------------ | ------------------------------------------------------------------------------- | --------------------------- | ----- |
| 1  | Ich bleibe wer ich bin               | Bob Arnz, Christoph Siemons                                                     | Christoph Siemons, Bob Arnz | 3:08  |
| 2  | Dich oder keine                      | Bob Arnz, Christoph Siemons                                                     | Christoph Siemons, Bob Arnz | 3:04  |
| 3  | Ich vermiss' dich... (wie die Hölle) | Bob Arnz, Christoph Siemons                                                     | Christoph Siemons, Bob Arnz | 3:01  |
| 4  | Wenn du glaubst                      | Bob Arnz, Christoph Siemons                                                     | Christoph Siemons, Bob Arnz | 4:02  |
| 5  | Geh                                  | Bob Arnz, Christoph Siemons                                                     | Christoph Siemons, Bob Arnz | 3:29  |
| 6  | Volle Kanne verliebt                 | Bob Arnz, Christoph Siemons                                                     | Christoph Siemons, Bob Arnz | 3:36  |
| 7  | Geradeaus                            | Bob Arnz, Christoph Siemons                                                     | Christoph Siemons, Bob Arnz | 3:31  |
| 8  | Heute Nacht                          | Bob Arnz, Christoph Siemons                                                     | Christoph Siemons, Bob Arnz | 3:12  |
| 9  | Gesucht und gefunden                 | Bob Arnz, Christoph Siemons                                                     | Christoph Siemons, Bob Arnz | 3:13  |
| 10 | Mendocino                            | Michael Holm, Douglas Sahm                                                      | Christoph Siemons, Bob Arnz | 3:32  |
| 11 | Basta, Ende, Schluss und aus         | Christoph Siemons, Bob Arnz                                                     | Christoph Siemons, Bob Arnz | 3:23  |
| 12 | Großer Bruder (& Jürgen)             | Christoph Siemons, Bob Arnz, Thomas Anders, Christian Geller, Matthias Brückner | Christoph Siemons, Bob Arnz | 3:28  |

## Chartplatzierungen
Das Album erreichte Platz sieben der deutschen Charts, Platz 26 in Österreich und Platz 27 in der Schweiz.
| ChartsChartplatzierungen | Höchstplatzierung | Wochen |
| ------------------------ | ----------------- | ------ |
| Deutschland (GfK)        | 7 (11 Wo.)        | 11     |
| Österreich (Ö3)          | 26 (6 Wo.)        | 6      |
| Schweiz (IFPI)           | 27 (5 Wo.)        | 5      |

| ChartsJahrescharts (2000) | Platzierung |
| ------------------------- | ----------- |
| Deutschland (GfK)         | 97          |